# Lizardo García
Lizardo García Sorroza (Guayaquil, 26 de abril de 1844 – Guayaquil, 29 de maio de 1927) foi um político equatoriano. Sob filiação do Partido Liberal, ocupou, interinamente, o cargo de presidente de seu país entre 1 de setembro de 1905 e 15 de janeiro de 1906.